# Pera de succió

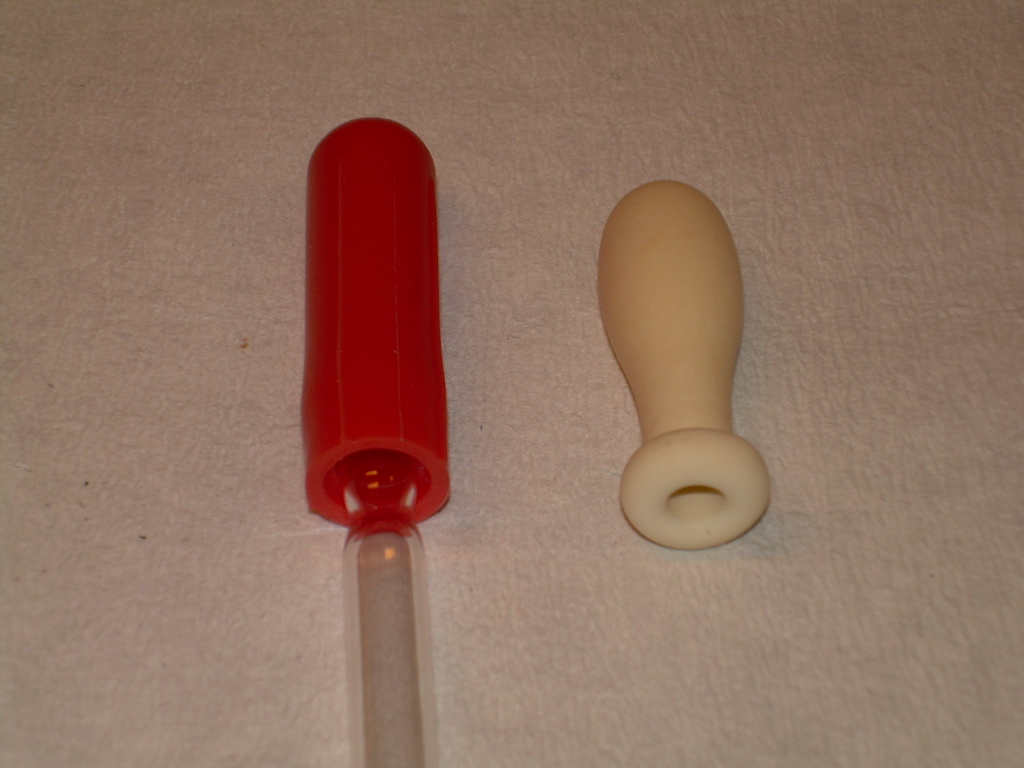
Pera de succió

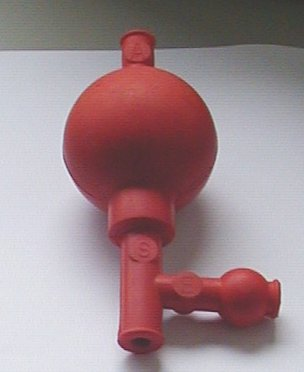
Pera de succió

La pera de succió és un aparell que s'utilitza en laboratoris amb la finalitat de succionar un líquid. Se sol utilitzar en les pipetes i en els comptagotes. Existeixen dos tipus de peres: les antigues, que són de goma tova en tota la seva composició, i les modernes, que són de plàstic i estan constituïdes per una roda, amb la qual se succiona el líquid, i una palanca amb la qual es vessa el líquid.